# Danko/Fjeld/Andersen
Danko/Fjeld/Andersen è un album in studio realizzato dal trio di musicisti folk composto dal canadese Rick Danko, dal norvegese Jonas Fjeld e dallo statunitense Eric Andersen. Il disco è stato pubblicato nel 1991.

## Tracce
1. Driftin' Away (Eric Andersen, Rick Danko, Elizabeth Danko) - 5:13
2. Blue Hotel (Jonas Fjeld, Jim Sherraden) - 4:02
3. One More Shot (Paul Kennerley) - 3:13
4. Mary I'm Comin' Back Home (Andersen) - 3:42
5. Blue River (Andersen) - 4:49
6. Judgement Day (tradizionale) - 2:08
7. When Morning Comes to America (Fjeld, Sherraden) - 4:02
8. Wrong Side of Town (Andersen, Fjeld, Danko) - 4:53
9. Sick and Tired (Andersen, Danko, Chris Kenner) - 3:48
10. Angels in the Snow (Andersen, Fjeld, Ole Paus) - 4:31
11. Blaze of Glory (Larry Keith, Danny Morrison, Johnny Slate) - 3:21
12. Last Thing On My Mind (Tom Paxton) - 3:46